# 클루 (영화)
클루(Clue) 혹은 살인 무도회는 1985년에 조너선 린이 감독한 코미디-미스테리 영화이다.

## 줄거리
매카시즘으로 한창 대세인 1954년에 낯선 사람 6명이 뉴잉글랜드의 어느 고립된 대저택에 초청되었다. 그들은 자기자신의 정체를 들통나지 않기 위해서 대저택의 집사인 와즈워스(Wadsworth)가 익명을 제공하였다. 저녁식사 시간에 일곱번째 손님인 보디 씨(Mr. Boddy)가 도착하였다. 저녁시간이 끝난 뒤, 와즈워스가 모든 손님의 진실을 밝혔다. 즉, 모든 손님은 협박으로부터 당해, 어떤 개인적인 비밀을 지키고 있었다.
- 플럼 박사(Professor Plum)는 여자 환자와 밀애를 한 이유로 의사자격이 박탈된 정신과 의사이다. 그는 현재 세계 보건 기구에 근무한다.
- 피콕 부인(Mrs. Peacock)은 미국 상원 의원인 남편의 선거 유세를 위해서 뇌물을 받았던 부인이다.
- 와이트 부인(Mrs. White)은 그녀의 핵물리학자 남편의 죽음에 관한 의혹을 모면하려고 이 대저택에 있는 손님들과 연류된 과부이다. 그의 첫 번째 남편은 어떠한 불가사의한 원인으로 사라진 마술사였다.
- 스칼렛 씨(Miss Scarlet)은 워싱턴 D.C.에 불법 매춘소를 운영하는 매춘 알선업자이다.
- 머스터드 대령(Colonel Mustard)은 처음에 스캔들을 다룬 사진들에 대해서 협박을 당한 상태로 보였으나 나중에 암시장에 훔쳐간 라디오 부품을 팔아서 돈을 번 무기상인으로 드러났다. 그는 현재 펜타곤에 근무한다.
- 그린 씨(Mr. Green)는 미국 국무부에 근무하는 직원으로 그가 동성애자라는 비밀이 밝혀진다면 자기자신의 일에 물러 날 수 있다.

드디어 와즈워스가 보디 씨가 그 동안 손님들을 협박한 비밀을 폭로하였다. 와즈워스는 다른 손님들을 모두 모아서 보디 씨를 경찰에 넘기러 하였다. 그는 그의 옛 고용주인 보디 씨에 향한 복수라고 밝혔다. 그 이유는 보디 씨의 협박이 와즈워스의 아내가 자살했던 원인을 제공하였다.
보디 씨는 와즈워스가 그들의 비밀을 경찰에 넘길 수 있다는 가능성을 손님들에게 명심하였다. 그래서 그들에게 한가지 대안책을 제시하였다. 그 대안책은 모든 비밀을 지키기 위해서 보디 씨가 각 손님에게 무기를 제공해서 와즈워스를 살해해서 그에게 있는 모든 증거를 없애는 방법이였다. 와즈워스가 잠금장치가 있는 모든 문을 출입할 수 있는 유일한 열쇠와 대저택 주변에 있는 맹견들이 정찰하는 관계로 이 대저택에서 탈출하는 방법은 불가능하였다. 그러므로 보디 씨는 서재의 불을 껀 다음에 누군가가 혼란의 틈을 타서 총을 쏘았다. 다른 사람들이 모두 모여서 불을 다시 켤 때 어느 모르는 사람이 불가사이한 이유로 보디 씨를 살해하였다. 손님들은 모두 황급히 보디 씨의 살해를 부인하였다. 곧이어 살해된 보디 씨에게 썼던 무기가 복도에 있었던 촛대로 밝혀지면서 결국 손님들의 결백을 입증하였다. 와즈워스와 손님들은 대저택 내부에 단서를 찾아서 보디 씨의 살해범을 계속 추론하였다. 단서를 찾으로 온 대저택의 안에 해맸을 때 부엌에서 단검으로 찔린 호 씨(Mrs. Ho)라는 요리사 (The Cook)의 주검이 발견되었다. 이어서 외부인 3명인 운전자 (The Motorist), 경찰관 (The Cop), 노래하는 전보 여자(The Singing Telegram Girl)가 대저택을 방문하였다. 자동차가 고장나서 대저택에 도움을 찾으러는 운전자는 거실 안에서 렌치로 맞아 죽은채 발견되었다. 운전자가 방치했던 자동차를 수사하는 경찰관은 대저택으로 들어갔지만 나중에 그는 서재 안에서 납으로 만든 수도관으로 맞아 죽은채 발견되었다. 마지막으로 노래하는 전보 여자는 리볼버에서 쏜 총알로 현관의 문 앞에서 죽었다. 계속 대저택 안에서 방황하는 사람들 중에서 하녀인 이베트(Yvette)가 당구실에서 밧줄로 목을 졸라 숨졌다.
여러 살인 사건을 분석한 와즈워스는 살인자의 정체성을 밝혔다. 그는 손님들과 함께 저녁에 있었던 사건들을 정신없이 그리고 무분별하게 재연하였다. 와즈워스는 희생자들이 다른 사람들에게 협박하기 위해서 보디 씨와 함께한 공범자들이라고 지적하였다. 각 희생자들은 손님들과 어떠한 여러 가지 관계가 밝혀지면서 보디 씨가 그들에게 있는 비밀로 협박할 수 있었다. 보디 씨의 살인범을 밝히기 전에 와즈워스는 대저택의 전기공급을 끊겼다.
이 영화의 시점으로 A, B, 그리고 C라는 줄거리의 결말이 3가지의 방향으로 나뉜다. 이 영화가 처음으로 극장에 상영했을 때에 일부 소수의 극장들이 관객들의 결정대로 결말 3가지 중에 한가지를 골랐다. 이 영화의 가정용 VHS와 대부분의 텔레비전 방송국들은 세가지의 결말을 순서대로 보여준다. 처음으로 보여주는 A와 B결말은 이 영화의 가능한 결말로 보여주지만 오직 C결말이 이 영화의 공식 결말이다. 가정용 DVD는 임의대로 결말을 골라준다.

### A 결말
스칼렛 씨가 범인이었다. 그녀는 자기 밑에서 일했던 콜걸인 이베트에게 보디 씨와 요리사를 살해하려고 지시하였고 다른 손님로부터 그녀가 매춘소를 운영한 비밀을 지키며 동시에 다른 사람들의 비밀을 자기의 이익으로 악용할 계획이었다. 스칼렛 씨가 모든 사람에게 리볼러 총으로 위협하는 동안에 와즈워스는 그녀에게 더 이상 총알이 없다고 말하였다. 하지만 그녀는 아직도 총알 하나가 있다고 반박하였고. 그녀는 와즈워스를 당장 죽일 수 있다고 위협하였다. 이어서 갑작스럽게 경찰관들이 대저택을 접수하였다. 와즈워스는 자기가 미국 연방수사국 소속의 비밀 수사관이라고 발히고 스칼렛 씨를 체포하였다. 그는 스칼렛 씨의 총이 총알이 없다고 주장하였다. 그래서 그는 실수로 마지막에 남았던 총알을 천장 위에 있었던 샹들리에를 쏘아내렸다. 곧 샹들이에가 머스터드 대령 가까이에 떨어졌다.

### B 결말
피콕 부인이 범인이었다. 그녀는 총으로 모든 사람들을 위협하여 탈출을 시도하였다. 반대로 와즈워스는 피콕 부인이 외국으로부터 뇌물을 받았다고 주장하였고 자기자신이 그녀를 감시하기 위해서 대저택을 함정으로 만든 미국 연방수사국 요원이라고 밝혔다. 피콕 부인이 도망가는 순간에 경찰관들이 그녀를 극격히 체포하였다.

### C 결말
대저택 안에 있었던 모든 사람들이 대저택 안에서 일어는 모든 살인 사건에 연루되었다고 밝혀졌다. 플럼 박사가 보디 씨를 죽였다. 피콕 부인은 보디 씨에게 그녀의 개인정보를 첩보활동을 한 요리사를 죽였다. 머스타드 대령은 과거의 전쟁에 참전 했을 때 그의 차량 기사였던 운전자를 죽였다. 화이트 부인은 그의 남편과 불륜을 저질렀던 이베트를 죽였다. 스칼렛 부인은 그녀의 영업을 지키는 대가로 계속 뇌물을 주었던 경찰관을 죽였다. 와즈워스의 우연한 실수로 노래하는 전보 여자 총으로 죽였다. 이어서 와즈워스는 원래 보디 씨라고 밝혀졌으며 플럼 박사를 죽였던 장본인은 그의 집사였다. 그가 협박한 손님들은 대저택으로 모여서 계속해서 서로 죽이려는 계획을 세웠다. 그린 씨는 복도에서 리볼버를 꺼내 보디 씨를 죽였다. 그린 씨는 그가 비밀리에 잠복하였던 미국 연방수사국 소속의 요원이라고 밝혔고 이번 대저택에서 일어난 큰 사건이 범죄자들을 잡히기 위한 함정이였다고 설명하였다. 이어서 경찰 요원들이 대저택을 습격해서 모든 손님들을 살인 혐의로 체포하였다. 그린 씨의 동성애자라고 소개하였던 말이 그의 마지막 대사인 "저는 오늘밤 마누랑 같이 보내러 귀가갑니다"에서 거짓말로 밝혀졌다.

## 출연
- 팀 커리 - 와즈워스 (Wadsworth)
- 아일린 브레넌 - 피콕 부인 (Mrs. Peacock)
- 매들린 칸 - 와이트 부인 (Mrs. White)
- 크리스토퍼 로이드 - 플럼 박사 (Professor Plum)
- 마이클 매킨 - 그린 씨 (Mr. Green)
- 마틴 멀 - 머스터드 대령 (Colonel Mustard)
- 레슬리 앤 워런 - 스칼렛 씨 (Miss Scarlet)
- 콜린 캠프 - 이베트 (Yvette)
- 리 빙 - 보디 씨 (Mr. Boddy)
- 빌 헨더슨 - 경찰관 (The Cop)
- 제인 위드린 - 노래하는 전보 여자 (The Singing Telegram Girl)
- 제프리 크래이머 - 운전자 (The Motorist)
- 켈리 나카하라 - 요리사 (The Cook)
- 하워드 헤스맨 - 전도사/서장 (The Evangelist/The Chief) (크레디트에 언급이 없음)

## 같이 보기
- 클루